# 不利益分配
不利益分配（ふりえきぶんぱい）とは、財政悪化状況下の政治を理解するための用語。政治の機能には「利益の分配」があるが、財政が悪化した状況では、むしろ「不利益の分配」が主要な政治課題になると主張する。
この語を著作で用いた高瀬淳一によると、不利益分配の政治課題には、既得権益の排除を意味する「不・利益分配」と、国民負担の増大を意味する「不利益・分配」の2面がある。